# 甲斐良治
甲斐 良治（かい りょうじ、1955年- 2022年1月22日）は日本の農業ジャーナリスト。宮崎県高千穂町出身。

## プロフィール

### 学歴
- 九州大学経済学部卒業

### 職歴
- (社)農山漁村文化協会「増刊現代農業」編集主幹を経て、「季刊地域」・全集グループ長、編集局次長を歴任。
- 2013年から明治大学農学部客員教授。

### 受賞
- 『定年帰農』、『田園住宅』、『田園就職』、『帰農時代』の「帰農4部作」で、1999年農業ジャーナリスト賞受賞